# Liste der Monuments historiques in Saint-Mars-Vieux-Maisons
Die Liste der Monuments historiques in Saint-Mars-Vieux-Maisons führt die Monuments historiques in der französischen Gemeinde Saint-Mars-Vieux-Maisons auf.

## Liste der Objekte
| Bezeichnung                                 | Beschreibung                                | Standort                         | Kennzeichnung | Schutzstatus | Datum | Bild |
| ------------------------------------------- | ------------------------------------------- | -------------------------------- | ------------- | ------------ | ----- | ---- |
| Gebetsstuhl                                 | Holz, 17./19. Jahrhundert                   | in der Kirche Ste-Colombe (Lage) | PM77003873    | Inscrit      | 1980  |      |
| Skulptur Schmerzhafte Muttergottes          | Holz, um 1600                               | in der Kirche Ste-Colombe (Lage) | PM77002418    | Inscrit      | 1977  |      |
| Skulptur Christus am Kreuz                  | Holz, bemalt, um 1600                       | in der Kirche Ste-Colombe (Lage) | PM77002419    | Inscrit      | 1977  |      |
| Skulptur des heiligen Johannes              | Holz, um 1600                               | in der Kirche Ste-Colombe (Lage) | PM77002417    | Inscrit      | 1977  |      |
| Skulpturengruppe Pietà                      | Holz, polychrom gefasst, um 1600            | in der Kirche Ste-Colombe (Lage) | PM77002446    | Inscrit      | 1977  |      |
| Skulptur des heiligen Loup                  | Holz, polychrom gefasst, 15. Jahrhundert    | in der Kirche Ste-Colombe (Lage) | PM77003749    | Inscrit      | 1980  |      |
| Kasel                                       | Stoff, drittes Viertel des 19. Jahrhunderts | in der Kirche Ste-Colombe (Lage) | PM77003868    | Inscrit      | 1980  |      |
| Beichtstuhl                                 | Holz, um 1800                               | in der Kirche Ste-Colombe (Lage) | PM77003871    | Inscrit      | 1980  |      |
| Skulptur der heiligen Colombe               | Holz, polychrom gefasst, 17. Jahrhundert    | in der Kirche Ste-Colombe (Lage) | PM77002566    | Inscrit      | 1977  |      |
| Bleiglasfenster Heiliger Georg              | 19. Jahrhundert                             | in der Kirche Ste-Colombe (Lage) | PM77003869    | Inscrit      | 1980  |      |
| Ölgemälde Heilige Colombe                   | 17. Jahrhundert                             | in der Kirche Ste-Colombe (Lage) | PM77003870    | Inscrit      | 1980  |      |
| Taufbecken                                  | Stein, 17. Jahrhundert                      | in der Kirche Ste-Colombe (Lage) | PM77003872    | Inscrit      | 1980  |      |
| Gemälde Pfingsten                           | auf Holz, 17. Jahrhundert                   | in der Kirche St-Médard (Lage)   | PM77002520    | Inscrit      | 1977  |      |
| Lesepult                                    | Schmiedeeisen, 1776                         | in der Kirche St-Médard (Lage)   | PM77002440    | Inscrit      | 1977  |      |
| Zwei Kerzenständer                          | Holz, 19. Jahrhundert                       | in der Kirche St-Médard (Lage)   | PM77003867    | Inscrit      | 1980  |      |
| Chorschranke                                | Schmiedeeisen, 18. Jahrhundert              | in der Kirche St-Médard (Lage)   | PM77003978    | Inscrit      | 1981  |      |
| Skulptur des heiligen Médard                | Stein, bemalt, 16. Jahrhundert              | in der Kirche St-Médard (Lage)   | PM77002442    | Inscrit      | 1977  |      |
| Ölgemälde Martyrium des heiligen Laurentius | 1670                                        | in der Kirche St-Médard (Lage)   | PM77002519    | Inscrit      | 1977  |      |
| Skulptur Madonna mit Kind                   | Holz, bemalt und vergoldet, 16. Jahrhundert | in der Kirche St-Médard (Lage)   | PM77002443    | Inscrit      | 1977  |      |
| Skulptur eines heiligen Bischofs            | Holz, bemalt, 16. Jahrhundert               | in der Kirche St-Médard (Lage)   | PM77002441    | Inscrit      | 1977  |      |
| Altarkreuz und zwei Kerzenständer           | Messing, 19. Jahrhundert                    | in der Kirche St-Médard (Lage)   | PM77003979    | Inscrit      | 1981  |      |